# 川村虹花
川村 虹花（かわむら ななか、1995年〈平成7年〉12月26日 - ）は、日本の女性モデル、プロデューサー。元YouTuber、元歌手、元ライブアイドルであり、元総合格闘家。仮面女子、アリス十番、Prism (アリスプロジェクト) の元メンバー。神奈川県横浜市出身。
愛称は なあちゃん。タレントとしてフリー、プロデューサーとしてRITZ PRODUCTION所属。
アパレルブランド「Iris（アイリス）」の事業主。居酒屋「秋葉原 肉寿司」の公式キャラクター「秋葉乃 桜（あきばの さくらちゃん）」と「秋葉乃 白那（しろな）」のデザイナー。神奈川県警察の防犯イメージキャラクター「リアルぼうはんみらいちゃん」。アイドルグループ「ﾃﾞｨﾃﾞｨｽｺｯｺ‼︎」のプロデューサー。

## 略歴

### 生い立ち
小学3年生から中学3年生の6年間は、バレーボールに打ち込む。高校1年時にアリスプロジェクトに所属してアイドルとしてのキャリアをスタート。

### アリスプロジェクト加入

#### 2012年
- 3月11日、Prismとしてステージデビュー[5]。
- 6月3日、OZがデビュー、初代センター（ドロシー）を務める[6]。
- 10月21日、OZを卒業、新ユニットスチームガールズへ加入[7]。

#### 2013年
- 8月3日、スチームガールズを卒業、初のアリス十番昇格者に選ばれる[8]。
- 6月15日、川村によく似た2代目サンダーソニアが、天木じゅんによく似た2代目ポインセチアと共にポイサン委員会へ加入。
- 11月6日、アイドル妖怪カワユシのセンターとしてメジャーデビュー。

#### 2016年
- 1月17日、2代目サンダーソニアが成人に伴いポイサン委員会を卒業。

### 総合格闘技参戦

#### 2017年
総合格闘技ジムに通い肉体改造に目覚める。ステージで疲れることが少なくなったことに加え、母が幼少時にプロレスラーを目指していたことを知りプロレスデビューを思い立つ。
- 2月8日、東京・竹芝プロレス道場で行われた「ガンバレ☆プロレス」のオーディションを受け合格。
- 9月21日、約7か月のトレーニングを経てガンバレ☆プロレス・新宿FACE大会におけるさくらえみ＆里歩戦（パートナーはHARUKAZE）でプロレスデビュー。さくらの「シュークリーム」にギブアップ負けを喫するが試合後にアイドルとプロレスの“二刀流”続行を宣言した[10]。
- 12月3日、女子総合格闘技「DEEP JEWELS 18」で総合格闘家としてデビュー。グランド状態でのパウンドなしのルールで、アマチュアボクシングで全日本選手権ベスト4、全国選抜2位、JOCのジュニアオリンピックで2位という実績を持つREICAと対戦し、判定勝利[11][12]。

#### 2018年
- 3月10日、東京・新宿FACE「DEEP JEWELS 19」では古瀬美月と対戦し、0-2で判定負け[13]。
- 6月9日、「DEEP JEWELS 20」では山崎桃子と対戦し、パンチの打ち合いでダウンを奪うと山崎が右肩を脱臼しTKO勝ち、プロ初勝利となった。
- 12月1日、「DEEP JEWELS 22」で宗田智美と対戦。判定勝ちを収め、マイクで「まだまだなところはたくさんありますが、強くなりたい気持ちは誰にも負けません。だからお願いがあります。開場時間でもオープニングアクトでも休憩時間でもいいので、年末のRIZINに私を出させてください」とRIZIN出場をアピール[14]。
- 12月31日、「RIZIN：平成最後のやれんのか!」であいと対戦。スタンドでは積極的に打撃で攻めるも、テイクダウンを奪われるとパウンドの連打を浴びレフェリーストップにより1R3分1秒TKO負け[15]。

#### 2019年
- [いつ?]Amebaの企画で山本圭壱とエキシビションで対戦し、見事飛びつきチョークスリーパーで締め落とす（ボクシングルールのため反則負け）。
- 10月22日、「DEEP JEWELS 26」で永尾音波と対戦。1Rに永尾の左ハイキックがクリーンヒットし膝を付くダウンをするが、その後アグレッシブに打撃で攻め挽回しジャッジ3者とも19-19の引き分けとなるも、マスト判定により判定負けを喫した[16]。

#### 2020年
- 2月24日、「DEEP JEWELS 28」で坂本美香と対戦。1Rにテイクダウンされパウンドを受ける場面もあったが、その後スタンドパンチ連打によるレフェリーストップでTKO勝ちを収めた[17]。

### 仮面女子卒業、総合格闘技引退とその後
- 11月26日、2021年1月末までに仮面女子卒業を発表[18]。その後新型コロナウイルス蔓延による非常事態宣言のため延期され[19]、4月10日1部公演にてPrism、2部公演にて仮面女子・アリス十番を卒業した。

#### 2021年
- 5月20日、同年4月30日をもってアリスプロジェクトを退所したことを自身のTwitterで報告[20]。
- 6月9日、総合格闘技からの正式引退を発表[21]。
- 8月13日、クリーブラツ（9年間の事務所）を退所 、新TwitterとInstagramアカウントを立ち上げた[2][22]。以降はアイドル活動を引退、芸能事務所に所属せず活動する。
- 8月20日、アイドル活動終了後の最初の公開活動はストリートブランドLAZY GODのモデリングだった[23]。
- 8月27日、17LIVEアカウントを開設[24]。9月1日から16日まで、サイトの「新人ライバーの進撃」イベントに参加し[25]、9位になった[26]。
- 9月30日、新TikTokアカウントを開設[27]。
- 10月16日 - 31日まで、17LIVEのイベント「ゆけ、トップライバーへの登竜門」に参加し[28]、総合6位になった[29]。
- 11月29日、TIPSTARの松山12Rを競輪予想に出演[30]。
- 12月1日、 自身のTwitterにて、アパレルブランド「Iris（アイリス）」オープンすることを発表した。発表と同時に「Iris」専用のInstagramアカウントを開設した[31]。
- 12月15日、初の写真集「SPECIAL FAN BOOK 川村虹花」を発売[32][33]。

#### 2022年
- 1月7日、新Amebaブログを開設[34]。
- 1月29日、初のセルフプロデュースイベント「川村虹花生誕祭開催」を主催[35]。
- 2月1日、新YouTubeチャンネルを開設[36]。
- 2月5日、YouTubeで月経前不快気分障害（PMDD）に苦しんでいることを明らかにした[37]。
- 3月15日、初のカレンダー「ななカレ」を発売[38][39]。
- 4月10日（仮面女子卒業から1年）、公式ファンクラブを開設（COVERJU経由）[40]。
- 4月20日、元グループメイトの上矢えり奈と一緒にラジオ番組「Friend=フリエンド？」のMCに抜擢[41]。
- 4月26日、居酒屋「秋葉原 肉寿司」の公式キャラクターをデザインしたと発表[42]。5月6日、正式名称は「秋葉乃 桜（あきばの さくらちゃん）」（世論調査で決定）[43]。5月16日、桜には妹の「秋葉乃 白那（しろな）」がいることが明らかになった、川村もたまたま彼女をデザインした[44]。
- 6月1日、神奈川県警察から防犯イメージキャラクター「リアルぼうはんみらいちゃん」に委嘱[45][46][47]。
- 6月30日、総合格闘家瀧澤謙太のジム「Fired UP Gym」の女性限定キックボクシングフィットネスクラス講師に任命[48]。
- 8月6日、上矢えり奈との最初の「えりななかボウリング大会」を開催[49]。
- 9月17日、浅草公会堂で開催の「月村麗華⭐︎退社式」に出演[50][51]したが、足の怪我でステージには出れなかった。しかしMCとチェキ会には参加した[52]。
- 10月1日、Irisの公式サイトが開設[53]。
- 11月8日、同年12月3日に音楽活動への復帰を発表[54]。
- 11月28日、神奈川県大和警察署の一日署長に就任[55]。
- 12月3日、ソロデビューライブを新宿にて開催。また、RITZ PRODUCTION所属の新アイドルグルーブのアイドルプロデュース兼マネージャーをする事を発表。メンバー募集開始[56]。

#### 2023年
- 2月15日、アパレルブランド「LAZYALL」のイメージモデルに就任した事を発表[57]。
- 4月1日、川村自身がプロデュースするアイドルグループのグループ名が「ﾃﾞｨﾃﾞｨｽｺｯｺ‼︎」（意図した様式）であることが明らかになった。そして同月28日に新宿planet planetにてデビューした[58]。
- 6月10日、秋葉原P.A.R.M.Sにて初代スチームガールズの一員として特別公演として出演[59]。プロデュースをしているグループ【ﾃﾞｨﾃﾞｨｽｺｯｺ‼︎】も出演した[60]。
- 8月25日、SHOWROOMアカウントを開設[61]。
- 11月4日、昨年尿管結石を患っていた事を明らかにした[62]。
- 12月23日、この日をもってラジオ番組「Friend=フリエンド?」が終了した[63][64]

#### 2024年
- 3月24日、ウイルス性胃腸炎と診断されたことを発表[65]。
- 7月27日、X（旧Twitter）で富士山キャンプ場『ふもとっぱら』のアンバサダーに任命されたことを発表[66]。
- 10月13日、【ﾃﾞｨﾃﾞｨｽｺｯｺ‼︎】初めてののワンマンライブが渋谷Star loungeで開催[67]。
- 11月14日、2025年2月8日に復帰するステージをからかった[68]。

## 人物
- 中学生時代にAKB48に憧れ、アイドルになりたいと思っていた。 元々はそのグループに入りたかったが仮面女子に出会い、その独得の魅力に惹かれて参加したという[69]。
- 「ボディで一番自信があるパーツ」は腹筋と述べている[70]。

- 運動神経はDDT・高木三四郎が絶賛しており、「頭で想像できることは難なくこなせる飯伏幸太タイプ」と分析。試合でも教えていない側宙を実践している。コーチングをする山崎剛は練習より本番で能力が出せるタイプ[71]と分析している。
- 好きな食べ物はチョコレートで、百瀬ひとみが好きな米と共にYouTubeチャンネル名「ちょこめし」の由来になっている[72]。

## 戦績

### 総合格闘技
| 総合格闘技 戦績 | 総合格闘技 戦績 | 総合格闘技 戦績 | 総合格闘技 戦績 | 総合格闘技 戦績 | 総合格闘技 戦績 | 総合格闘技 戦績 |
| --------------- | --------------- | --------------- | --------------- | --------------- | --------------- | --------------- |
| 8 試合          | (T)KO           | 一本            | 判定            | その他          | 引き分け        | 無効試合        |
| 3 勝            | 2               | 0               | 1               | 0               | 0               | 0               |
| 5 敗            | 1               | 0               | 4               | 0               | 0               | 0               |

| 勝敗 | 対戦相手 | 試合結果                          | 大会名                      | 開催年月日     |
| ○    | 坂本美香 | 1R 2:56 TKO（レフェリーストップ） | DEEP JEWELS 28              | 2020年2月24日  |
| ×    | 永尾音波 | 5分2R終了 判定0-3                 | DEEP JEWELS 26              | 2019年10月22日 |
| ×    | MAO      | 5分2R終了 判定0-3                 | DEEP JEWELS 24              | 2019年6月9日   |
| ×    | あい     | 1R 3:01 TKO（レフェリーストップ） | RIZIN 平成最後のやれんのか! | 2018年12月31日 |
| ○    | 宗田智美 | 5分2R終了 判定3-0                 | DEEP JEWELS 22              | 2018年12月1日  |
| ×    | YUKO     | 1R 3:23 チョークスリーパー        | DEEP JEWELS 21              | 2018年9月16日  |
| ○    | 山崎桃子 | 1R 0:39 TKO（レフェリーストップ） | DEEP JEWELS 20              | 2018年6月9日   |
| ×    | 古瀬美月 | 5分2R終了 判定0-2                 | DEEP JEWELS 19              | 2018年3月10日  |

### アマチュア総合格闘技
| 勝敗 | 対戦相手 | 試合結果          | 大会名         | 開催年月日    |
| ○    | REICA    | 3分2R終了 判定3-0 | DEEP JEWELS 18 | 2017年12月3日 |

## 出演

### 映画

#### アリスフィルムコレクション
- 鬼魔愚零アンダーグラウンド（2016年） - 茉奈 役
- スカートギャング（2016年） - ナツ 役
- 桜散れども（2016年） - アヤカ 役
- 満腹探偵クウコ（2016年） - 野沢夏南 役
- Candle For Minority（2017年） - 万梨阿 役
- 万葉の結び（2017年） - 出雲流香 役
- キセキのバトン（2017年） - 須美照亜 役
- いま、ダンスする（2017年） - 西本和美 役

### テレビ
- 所さん!大変ですよ「○○で自宅バレ!?アイドルを襲った恐怖」（2017年6月22日、NHK）
- 水トク!「橋下徹&NEWS小山 実録!世界怒りの法廷」（2017年7月5日、TBS）
- 全力坂（2017年8月29日、9月20日、テレビ朝日）
- 浪費女子やってます。（2018年1月8日、テレビ朝日）
- RIZIN.14【世紀の一戦!メイウェザーvs天心!無敗対決の行方は…】（2018年12月31日、フジテレビ）
- みんなで筋肉体操 第3シリーズ（2019年7月、NHK）[75]
  - 腕立て伏せ（7月29日）
  - スクワット（7月31日）
- ヨエロスン尋〜全力お尋ねバラエティ〜（2022年4月29日、2023年5月19日・26日、SBS）
- アイドルの爪痕（2023年6月30日、TOKYO-MX）

### ウェブテレビ
- スピードワゴンの月曜The NIGHT（2019年12月3日[76][77]-、AbemaTV）- 3か月いつでも準レギュラー権獲得

### ラジオ
- 渋谷女子企画（2021年12月17日、渋谷クロスFM）[78]
- Friend=フリエンド？（2022年4月23日 - 2023年12月23日、渋谷クロスFM）- MC[79]

### アプリライブ配信
- TIPSTARチーム「元最強地下アイドル三銃士」（TIPSTAR）
  - 松山12Rを競輪予想（2021年11月28日） [30]
  - 向日町競輪 デイ（2022年1月26日）[80]

### 音楽ライブ
- Rainbow craft vol.1 （2022年12月3日、新宿planet planet）

## 書籍

### 連載
- いけてるバイク女子になりたい！虹花Project（「カススク125」2016年6月号 - 、「モトモト」2021年2月号、造形社）

### 写真集
- SPECIAL FAN BOOK 川村虹花（2021年12月15日、トランスワールドジャパン）

### カレンダー
- 川村虹花 2022年カレンダー「ななカレ」（2022年3月15日、株式会社G-STYLE）
- 川村虹花 「2023年4月カレンダー」（2023年3月31日、株式会社G-STYLE）